# Xya univenata
Xya univenata är en insektsart som beskrevs av Günther, K.K. 1995. Xya univenata ingår i släktet Xya och familjen Tridactylidae. Inga underarter finns listade i Catalogue of Life.